# Andrew Fisher
Andrew Fisher (29. srpna 1862, Crosshouse – 22. října 1928, Londýn) byl australský politik a odborář, který byl premiérem Austrálie v letech 1908 až 1909, 1910 až 1913 a 1914 až 1915. Zastával úřad jako vůdce Australské strany práce (stál v jejím čele v letech 1907–1915). V roce 1910 přivedl labouristy k jejich prvnímu vítězství ve federálních volbách a první většinové vládě. Byl též ministrem obchodu (1904) a ministrem financí (1908–1909, 1910–1913, 1914–1915). V letech 1916–1920 byl australským vysokým komisařem ve Spojeném království (de facto australským velvyslancem v Británii).

## Život
Narodil se ve Skotsku. Již v deseti letech opustil školu a začal pracovat v uhelných dolech. V 17 letech se stal tajemníkem místní odborářské organizace Ayrshire Miners' Union. V roce 1885 emigroval do Austrálie, kde pokračoval ve svém odborovém aktivismu. Usadil se v Gympie v Queenslandu a v roce 1893 byl zvolen do Queenslandského zákonodárného shromáždění jako zástupce Strany práce. Ztratil svůj poslanecký mandát v roce 1896, ale znovu ho získal v roce 1899 a později téhož roku byl krátce ministrem v provincionální vládě Andersona Dawsona.
V roce 1901 byl Fisher zvolen do nového federálního parlamentu. V roce 1904 byl několik měsíců ministrem obchodu a cel v krátce trvající labouristické vládě Chrise Watsona. Byl zvolen místopředsedou Strany práce v roce 1905 a v roce 1907 nahradil Watsona ve funkci předsedy strany. Zpočátku podporoval menšinovou vládu protekcionistického lídra Alfreda Deakina, ale v listopadu 1908 svou podporu stáhl a Deakin rezignoval na funkci premiéra. Fisher následně vytvořil vlastní menšinovou vládu. Existovala jen několik měsíců, protože v červnu 1909 se Deakin vrátil jako premiér, když zorganizoval novou protisocialistickou sílu, Liberální stranu.
Fisher se vrátil do křesla ministerského předsedy po federálních volbách v roce 1910, ve kterých Labouristická strana poprvé ve své historii získala možnost sestavit většinovou vládu. Jeho druhá vláda schválila rozsáhlé reformy – zavedla starobní a invalidní důchody, zakotvila nová práva pracujících, založila Commonwealth Bank. Dohlížela též na pokračující rozvoj Australského královského námořnictva nezávislého na Británii a zahájila výstavbu Transkontinentální železnice. Formálně založila to, co je nyní Teritoriem hlavního města Austrálie (Canberra). Ve volbách v roce 1913 však Strana práce těsně prohrála a Fisher byl ve funkci premiéra nahrazen Josephem Cookem.
Po více než roce v úřadu byl Cook nucen vyhlásit nové volby. Labouristé získali zpět většinu ve Sněmovně (dolní komoře parlamentu) a Fisher zahájil třetí funkční období ve funkci předsedy vlády, a to na prahu první světové války. Ve věci války proslul výrokem, že Austrálie bude bránit Británii "do posledního muže a do posledního šilinku". Válka byla však mimořádnou zátěží a v říjnu 1915 Pisher rezignoval ve prospěch svého zástupce Billyho Hughese. Následně byl jmenován vysokým komisařem Austrálie ve Spojeném království. Po skončení tohoto poslání se nakrátko vrátil do Austrálie, ale poté znovu odjel do Londýna, kde dožil. Jeho kumulativní součet necelých pěti let v čele vlády je druhým nejdelším obdobím mezi labouristickými premiéry, překonal ho pouze Bob Hawke.